# Мала Цвіля
Мала́ Цві́ля — село в Україні, у Звягельському районі Житомирської області. Населення становить 280 осіб.

## Географія
Межує з такими населеними пунктами. На півночі з Ходурками, на північному сході з Карпилівкою, на сході з Зосимівкою, на південному сході з Вільшанкою, на півдні з Вірівкою, на північному заході з Курчицею. Через село протікає річка Гать, яка на західній околиці впадає в річку Случ. На північно-західній стороні від села у річку Случ впадає річка Котельня.

## Історія
«Цвілька Мала — село Сербівської волості Новоград-Волинського повіту Волинської губернії. Відстань до повітового міста 20 , а до волості 15 верст. В селі 74 дворів загальною кількістю мешканців 580 душ.» Така інформація зазначена в Списку населених місць Волинської губернії за 1906 р.
В сповідальних відомостях Новоград-Волинського костелу Воздвиження Святого Христа за 1838 рік село значиться як Рудня Цвільська. А в історико-статистичному описі церков і приходів Волинської єпархії Теодоровича М. М. село іменується як Цвілька.
До жовтневого перевороту в Петрограді 1917 року мешканці села здійснювали свої релігійні обряди в різних культових закладах. Православні в приходській церкві Святого Архистратига Михайла села Серби, а римо-католики в костелі Воздвиження Святого Христа м. Новоград-Волинськ.
Після розподілу майна покійного генерала Уварова Ф. П. багато сіл, у тому числі і Цвілька Мала увійшли в Орепівський ключ, який існував до 1917 року. В 1929 році під час проведення примусової колективізації у селян відібрали абсолютно все майно разом з землею без жодної компенсації. Колись заможні селяни, «горбатилися» на нову владу за трудодень з ранку до вечора.
Під час штучно створеного голодомору в 1932—1933 роках комуно-сталінським режимом в селі від голодної смерті померло 10 чол. На сьогодні встановлено імена 8 чол. Це Довгань Опанас з дитиною, Невідомий та його дитина, Петро, Шостак Параска, Шостак Петро, Шпіль Павло, Шпіль Савела, Юхимчук Семен.
Тих, хто пережив голодне лихоліття, в 1937—1939 роках спіткала сталінська репресія. Органами НКВС безпідставно було заарештовано та позбавлено волі на різні терміни 25 мешканців села, з яких 18 чол. розстріляно. Нині всі постраждалі реабілітовані і їхні імена відомі.
Беймерт Е. В., Боримський Д. К., Довгаль В. О., Желізняк Т. П., Липчук П. А., Майструк П. Я., Мамчуровський О. С., Манчуровський І. Я., Мельник А. П., Павлюк А. І., Павлюк І. П., Петрук О. М., Пилипчук Г. О., Роде Г. К., Сімак П. Л., Ходоровський А.К, Шнайдер Ю. Г., Шостак А. О., Шостак В. О., Шостак К. М., Шостак М. О.. Шостак О. І., Шостак П. Ф., Шостак Р. О., Шостак Я. А.
19 серпня 1943 року нацистські окупанти спалили повністю село.
Колишній орган місцевого самоуправління — Малоцвілянська сільська рада.